# 24-Stunden-Rennen von Le Mans 1929

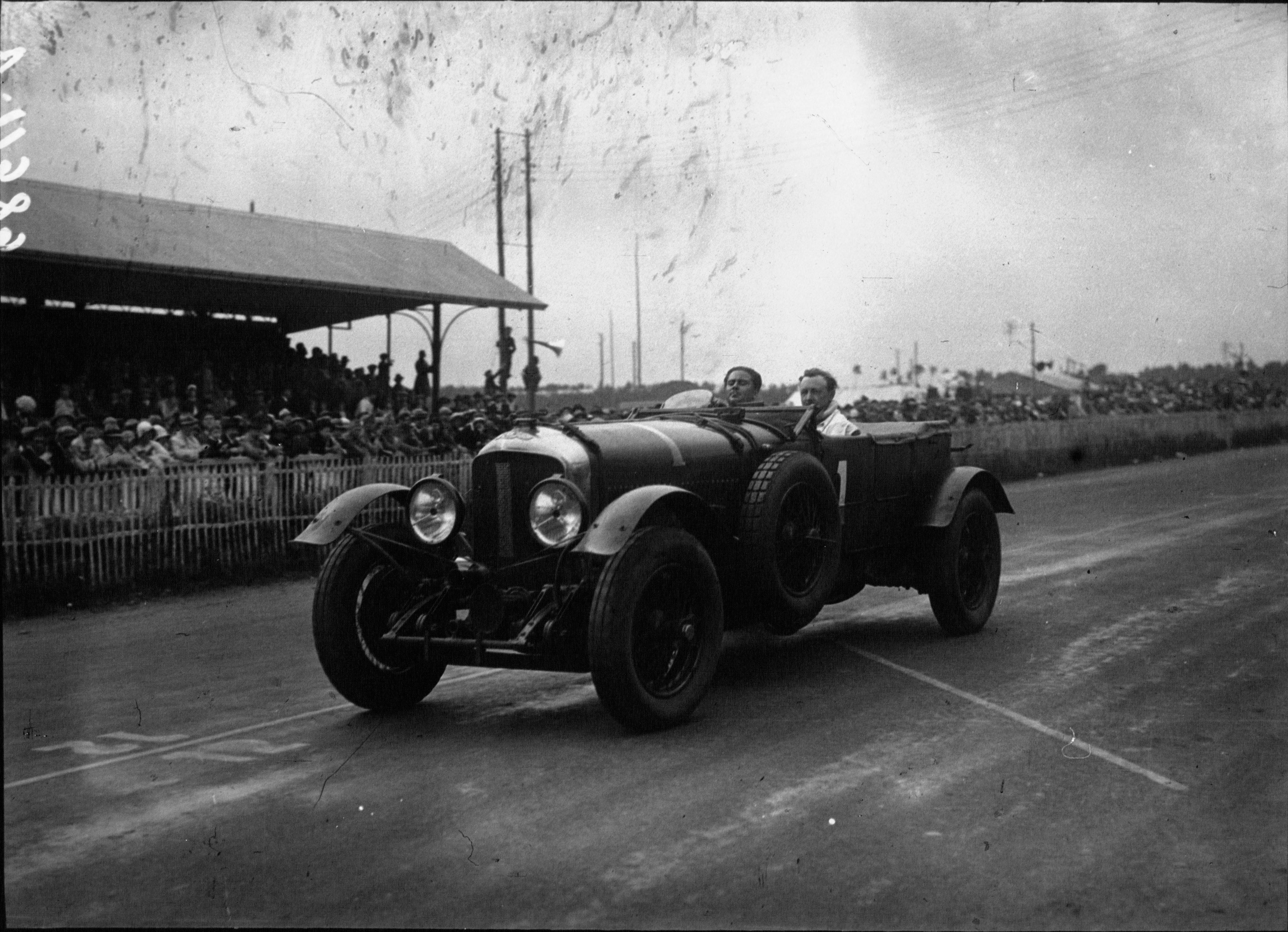
Woolf Barnato und Tim Birkin im siegreichen Bentley Speed Six Old Number One

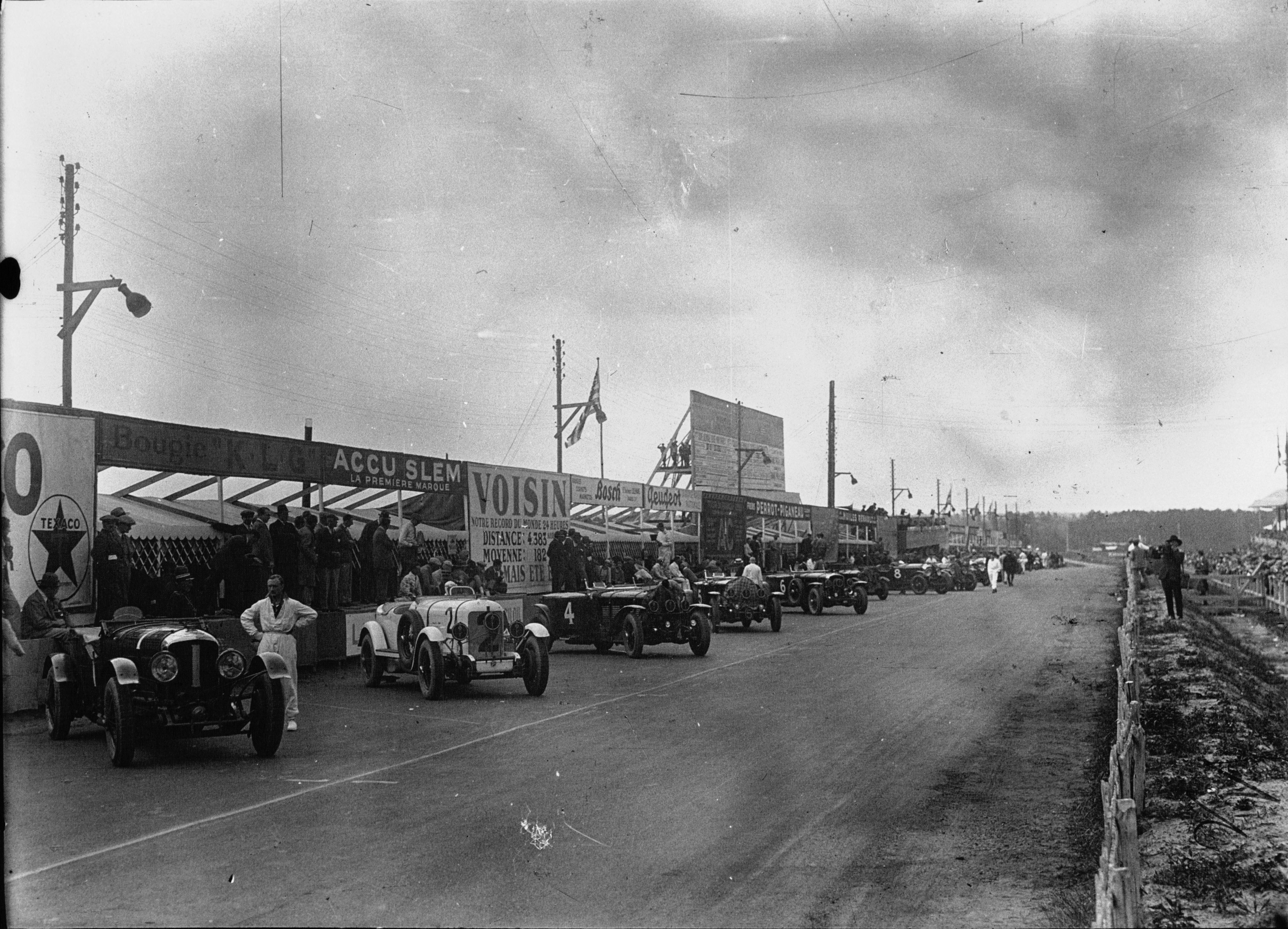
Die Fahrzeuge stehen zum Rennstart bereit

Das siebte 24-Stunden-Rennen von Le Mans, der 7e Grand Prix d’Endurance les 24 Heures du Mans, auch 7emes Grand Prix d'Endurance les 24 Heures du Mans, Circuit Permanenthe de la Sarthe, fand vom 15. bis 16. Juni 1929 auf dem Circuit des 24 Heures statt.

## Das Rennen
Erstmals seit dem Eröffnungsrennen 1923 wurde die Strecke adaptiert. Die Kurve von Pontlieue wurde durch einen neuen Streckenteil ersetzt und dadurch die Streckenlänge auf 16,340 km verkürzt.
Favoriten auf den Gesamtsieg waren erneut die Werkswagen von Bentley, die das Rennen in den letzten beiden Jahren gewonnen hatten. Woolf Barnato und Tim Birkin fuhren den neuen 6-Zylinder-Bentley, den Speed Six. Ernsthafte Konkurrenz erwuchs den britischen Wagen wie 1928 von den amerikanischen Stutz und Chrysler, die jedoch von französischen Teams eingesetzt wurden. Dazu kamen ein 5,3-Liter-Du Pont sowie diverse Privatteams. Das Gastgeberland war vor allem durch Tracta vertreten.
Von Beginn an bestimmten die Bentleys das Tempo. Nur die Stutz konnten den britischen Werkswagen folgen. Bereits am Samstagabend hatten diese Fahrzeuge das gesamte restliche Feld mindestens einmal überrundet. Nach einer ruhigen Nacht wurde bald klar, dass die Bentleys nicht zu schlagen waren. Die britische Presse konnte am Ende einen Bentley-Vierfachsieg feiern. Barnato gewann sein zweites 24-Stunden-Rennen in Folge und Tim Birkin sein erstes. Der siegreiche Speed Six sicherte sich auch die Indexwertung und den Sieg in der höchsten Hubraumklasse, sodass Barnato und Birkin bei der Siegerehrung gleich jeweils drei Preise entgegennehmen durften.
In den letzten Runden formierten sich die führenden Werks-Bentleys, um knapp hintereinander die Ziellinie zu überfahren. Damit wurde von den „Bentley Boys“ ein Prozedere eingeführt, das auch heute noch von den jeweiligen Teams beim Zieleinlauf praktiziert wird.

## Ergebnisse

### Piloten nach Nationen
| 26 Franzosen | 21 Briten | 2 US-Amerikaner | 1 Monegasse |

### Schlussklassement
| Pos.            | Klasse | Nr. | Team                                                | Fahrer                                         | Chassis                           | Motor                         | Reifen | Runden |
| --------------- | ------ | --- | --------------------------------------------------- | ---------------------------------------------- | --------------------------------- | ----------------------------- | ------ | ------ |
| 1               | 8.0    | 1   | Bentley Motors Ltd.                                 | Woolf Barnato Tim Birkin                       | Bentley Speed Six Old Number One  | Bentley 6.6L I6               | D      | 174    |
| 2               | 5.0    | 9   | Bentley Motors Ltd.                                 | Jack Dunfee Glen Kidston                       | Bentley 4 ½ Litre Old Mother Gun  | Bentley 4.4L I4               | D      | 167    |
| 3               | 5.0    | 10  | Bentley Motors Ltd.                                 | Dudley Benjafield André d’Erlanger             | Bentley 4 ½ Litre                 | Bentley 4.4L I4               | D      | 159    |
| 4               | 5.0    | 8   | Bentley Motors Ltd.                                 | Frank Clement Jean Chassagne                   | Bentley 4 ½ Litre                 | Bentley 4.4L I4               | D      | 157    |
| 5               | 8.0    | 5   | Automobiles Elite Paris                             | Guy Bouriat Philippe de Rothschild             | Stutz Model M Blackhawk           | Stutz 5.3L Supercharged I8    | D      | 153    |
| 6               | 5.0    | 14  | Grand Garage Saint-Didier Paris                     | Henri Stoffel Robert Benoist                   | Chrysler 75 Six                   | Chrysler 4.1L I6              | D      | 152    |
| 7               | 5.0    | 15  | Grand Garage Saint-Didier Paris                     | Cyril de Vère Marcel Mongin                    | Chrysler 77 Six                   | Chrysler 4.1L I6              | D      | 149    |
| 8               | 1.5    | 21  | Kenneth Peacock                                     | Kenneth Peacock Sammy Newsome                  | Lea-Francis S-Type Hyper          | Meadows 1.5L Supercharged I4  | D      | 136    |
| 9               | 1.1    | 26  | SA des Automobiles Tracta                           | Louis Balart Louis Debeugny                    | Tracta Type A                     | S.C.A.P. 1.0L Supercharged I4 | D      | 128    |
| 10              | 1.1    | 27  | SA des Automobiles Tracta                           | Jean-Albert Grégoire Fernand Vallon            | Tracta Type A                     | S.C.A.P. 1.0L Supercharged I4 | D      | 126    |
| Ausgefallen     |        |     |                                                     |                                                |                                   |                               |        |        |
| 11              | 8.0    | 6   | Colonel Warwick Wright                              | Capt. George E. T. Eyston Richard Watney       | Stutz Model M Blackhawk           | Stutz 5.3L Supercharged I8    | D      | 104    |
| 12              | 1.5    | 20  | Bollack, Netter et Cie                              | Lucien Desvaux Auguste Caralp                  | B.N.C. Acacias                    | Meadows 1.5L I4               | D      | 88     |
| 13              | 5.0    | 7   | Colonel Warwick Wright                              | Arthur Saunders-Davies Cecil Wingfield Fiennes | Invicta LC 4½ Litre               | Meadows 4.5L I6               | D      | 78     |
| 14              | 2.0    | 19  | Société des Applications à Refroidissements par Air | William Hutchinson Joshua Philip Turner        | S.A.R.A. SP7                      | S.A.R.A. 1.8L I4              | D      | 73     |
| 15              | 1.1    | 25  | SA des Automobiles Tracta                           | Lucien Lemesle Maurice Benoist                 | Tracta Type A                     | S.C.A.P. 1.0L Supercharged I4 | D      | 70     |
| 16              | 8.0    | 4   | Société de Carrosserie Weymann                      | Édouard Brisson Louis Chiron                   | Stutz Model M Blackhawk           | Stutz 5.3L Supercharged I8    | D      | 65     |
| 17              | 1.1    | 24  | SA des Automobiles Tracta                           | Roger Bourcier Clément Thibaudeau              | Tracta Spéciale                   | Cozette 1.0L Supercharged I4  | D      | 43     |
| 18              | 2.0    | 16  | Fox & Nicholl                                       | Tim Rose-Richards Brian E. Lewis               | Lagonda 2 Litre Speed             | Lagonda 2.0L I4               | D      | 29     |
| 19              | 1.1    | 29  | Bollack, Netter et Cie                              | Jean Lajeune Maurice Faure                     | B.N.C. Type 527                   | Ruby 1.0L I4                  | D      | 24     |
| 20              | 2.0    | 18  | Société des Applications à Refroidissements par Air | Gaston Mottet Douglas Hawkes                   | S.A.R.A. SP7                      | S.A.R.A. 1.8L I4              | D      | 22     |
| 21              | 1.5    | 22  | Alvis Car and Engineering Co.                       | Cyril Paul William Urquhart-Dykes              | Alvis FA8/15                      | Alvis 1.5L Supercharged I4    | D      | 21     |
| 22              | 8.0    | 2   | Du Pont Motor Co.                                   | Alfredo Luis Miranda Charles Moran Jr.         | Du Pont Model G Speedster Le Mans | Continental 5.3L I8           | D      | 20     |
| 23              | 1.1    | 30  | Bollack, Netter et Cie                              | Michel Doré Jean Treunet                       | B.N.C. Type 527                   | B.N.C. 1.0L I4                | D      | 15     |
| 24              | 750    | 31  | Cyclecars D’Yrsan                                   | Eugène Trillaud Henri Lachuer                  | D’Yrsan Grand Sport               | Ruby 0.7 I4                   | D      | 9      |
| 25              | 5.0    | 11  | Bentley Motors Ltd.                                 | Bernard Rubin Earl Howe                        | Bentley 4 ½ Litre                 | Bentley 4.4L I6               | D      | 7      |
| Nicht gestartet |        |     |                                                     |                                                |                                   |                               |        |        |
| 26              | 1.5    | 23  | Alvis Car and Engineering Co.                       | Sammy Davis Leon Cushman                       | Alvis FA8/15                      | Alvis 1.5L I4                 | D      | 1      |
| 27              | 5.0    |     | Bentley Motors Ltd.                                 |                                                | Bentley 4 ½ Litre                 | Bentley 4.4L I6               | D      | 2      |

1 Motorschaden im Training
2 Trainingswagen

### Nur in der Meldeliste
Hier finden sich Teams, Fahrer und Fahrzeuge die ursprünglich für das Rennen gemeldet waren, aber aus den unterschiedlichsten Gründen daran nicht teilnahmen.
| Pos. | Klasse | Nr. | Team                     | Fahrer                         | Chassis                   | Motor                      | Reifen |
| ---- | ------ | --- | ------------------------ | ------------------------------ | ------------------------- | -------------------------- | ------ |
| 28   | 8.0    | 3   | Du Pont Motor Co.        | Sidney Cotton Millicent Cotton | Du Pont Model G Speedster | Continental 5.3L I8        | D      |
| 29   | 4.0    | 15  | Compagnie Maryland Paris |                                | Oakland All-American Six  | Oakland 3.5L I6            | M      |
| 30   | 2.0    | 17  | Fox & Nicholl            |                                | Lagonda 2 Litre Speed     | Lagonda 2.0L I4            | D      |
| 31   |        |     |                          |                                | Stutz DV32 Bear Cat       | Stutz 5.3L Supercharged I8 |        |
| 32   |        |     |                          |                                | Tracta                    |                            |        |
| 33   | 1.1    | 28  | Cyclecars D’Yrsan        |                                | D’Yrsan Grand Sport       | Ruby 0.7 I4                | D      |

### Rudge-Whitworth-Biennale-Cup
| Pos. | Nr. | Fahrer                              | Chassis           | Koeffizient | Platzierung im Gesamtklassement |
| ---- | --- | ----------------------------------- | ----------------- | ----------- | ------------------------------- |
| 1    | 1   | Woolf Barnato Tim Birkin            | Bentley Speed Six | 1.270       | Gesamtsieg                      |
| 2    | 10  | Dudley Benjafield André d’Erlanger  | Bentley 4 ½ Litre | 1.177       | Rang 3                          |
| 3    | 14  | Henri Stoffel Robert Benoist        | Chrysler 75 Six   | 1.134       | Rang 6                          |
| 4    | 15  | Cyril de Vère Marcel Mongin         | Chrysler 77 Six   | 1.112       | Rang 7                          |
| 5    | 26  | Louis Balart Louis Debeugny         | Tracta Type A     | 1.076       | Rang 9                          |
| 6    | 27  | Jean-Albert Grégoire Fernand Vallon | Tracta Type A     | 1.059       | Rang 10                         |

### Prix le Saint-Didier – Index of Performance
| Pos. | Nr. | Fahrer                              | Chassis                  | Koeffizient | Platzierung im Gesamtklassement |
| ---- | --- | ----------------------------------- | ------------------------ | ----------- | ------------------------------- |
| 1    | 1   | Woolf Barnato Tim Birkin            | Bentley Speed Six        | 1.270       | Gesamtsieg                      |
| 2    | 9   | Jack Dunfee Glen Kidston            | Bentley 4 ½ Litre        | 1.237       | Rang 2                          |
| 3    | 10  | Dudley Benjafield André d’Erlanger  | Bentley 4 ½ Litre        | 1.177       | Rang 3                          |
| 4    | 10  | Frank Clement Jean Chassagne        | Bentley 4 ½ Litre        | 1.163       | Rang 4                          |
| 5    | 14  | Henri Stoffel Robert Benoist        | Chrysler 75 Six          | 1.134       | Rang 6                          |
| 6    | 5   | Guy Bouriat Philippe de Rothschild  | Stutz Model M Blackhawk  | 1.125       | Rang 5                          |
| 7    | 15  | Cyril de Vère Marcel Mongin         | Chrysler 77 Six          | 1.112       | Rang 7                          |
| 8    | 21  | Kenneth Peacock Sammy Newsome       | Lea-Francis S-Type Hyper | 1.106       | Rang 8                          |
| 9    | 26  | Louis Balart Louis Debeugny         | Tracta Type A            | 1.076       | Rang 9                          |
| 10   | 27  | Jean-Albert Grégoire Fernand Vallon | Tracta Type A            | 1.059       | Rang 10                         |

### Klassensieger
| Klasse                                      | Fahrer          | Fahrer         | Fahrzeug                 | Platzierung im Gesamtklassement |
| ------------------------------------------- | --------------- | -------------- | ------------------------ | ------------------------------- |
| 5. Biennale Cup                             | Woolf Barnato   | Tim Birkin     | Bentley Speed Six        | Gesamtsieg                      |
| Prix le Saint-Didier – Index of Performance | Woolf Barnato   | Tim Birkin     | Bentley Speed Six        | Gesamtsieg                      |
| 5001–8000 cm³                               | Woolf Barnato   | Tim Birkin     | Bentley Speed Six        | Gesamtsieg                      |
| 3001–5000 cm³                               | Jack Dunfee     | Glen Kidston   | Bentley 4 ½ Litre        | Rang 2                          |
| 1101–1500 cm³                               | Kenneth Peacock | Sammy Newsome  | Lea-Francis S-Type Hyper | Rang 8                          |
| 750–1100 cm³                                | Louis Balart    | Louis Debeugny | Tracta Type A            | Rang 9                          |

### Renndaten
- Gemeldet: 33
- Gestartet: 25
- Gewertet: 10
- Rennklassen: 6
- Zuschauer: unbekannt
- Ehrenstarter des Rennens: Emile Coquille, französischer Vertreter des Reifenherstellers Rudge-Whitworth
- Wetter am Rennwochenende: trocken
- Streckenlänge: 16,340 km
- Fahrzeit des Siegerteams: 24:00:00,000 Stunden
- Gesamtrunden des Siegerteams: 174
- Gesamtdistanz des Siegerteams: 2843,830 km
- Siegerschnitt: 118,493 km/h
- Pole Position: unbekannt
- Schnellste Rennrunde: Tim Birkin – Bentley Speed Six (#1) – 7:21,000 = 133,551 km/h
- Rennserie: zählte zu keiner Rennserie